# Pojok (Nogosari)
Pojok is een bestuurslaag in het regentschap Boyolali van de provincie Midden-Java, Indonesië. Pojok telt 3082 inwoners (volkstelling 2010).